# Austrolimnophila horii
Austrolimnophila horii là một loài ruồi trong họ Limoniidae. Chúng phân bố ở miền Cổ bắc.